# Reihe (Gruppentheorie)
In der Gruppentheorie, einem Teilgebiet der Mathematik, werden gewisse Reihen, Ketten oder auch Türme von Untergruppen, bei denen jede Untergruppe in ihrer Nachfolgerin enthalten ist (aufsteigende Reihen) oder umgekehrt (absteigende Reihen), einer gegebenen Gruppe {\displaystyle G} verwendet, um die Strukturuntersuchung dieser Gruppe auf das Studium von weniger komplexen Gruppen zurückzuführen.
Dieser Artikel gibt einen Überblick über das allgemeine Konzept solcher Reihen. Er gibt die Definitionen bestimmter absteigender Reihen mit zusätzlichen Eigenschaften, der Normalreihe, Subnormalreihe, Kompositionsreihe, auflösbaren Reihe und der Reihe der abgeleiteten Gruppen sowie der aufsteigenden Zentralreihe. Der Zusammenhang zwischen diesen Reihen, die bei Untersuchungen vor allem der endlichen Gruppen eine tragende Rolle spielen, wird erläutert. Darüber hinaus werden einige klassische Sätze über diese Reihen wie der Satz von Schreier und der Satz von Jordan-Hölder vorgestellt.
Jede der hier beschriebenen Reihen ist ein linear geordneter Teilverband im Verband der Untergruppen von {\displaystyle G}. Außerhalb der Gruppentheorie im engeren Sinn haben diese Reihen Anwendung in der Galoisschen Theorie der Körpererweiterungen, wo bei einer endlichdimensionalen Galois-Erweiterung (auch normale Erweiterung) jede solche Reihe im Untergruppenverband der Galoisgruppe {\displaystyle G} einem Turm von (Zwischen-)Erweiterungskörpern entspricht.

## Notation und Sprechweisen
Die hier behandelten Reihen sind hauptsächlich bei der Untersuchung von nicht-kommutativen Gruppen interessant, daher wird, wie in diesem Zusammenhang üblich, die Verknüpfung in der Gruppe als Multiplikation durch einen Punkt dargestellt oder fortgelassen (Juxtaposition), das neutrale Element der Gruppe als {\displaystyle e} und die triviale Untergruppe oder Einsgruppe, die nur das neutrale Element enthält, abkürzend als 1.
Die Symbole „<“ und „{\displaystyle \triangleleft }“ zwischen Untergruppen bezeichnen die echte Untergruppen- bzw. die Normalteilerrelation. Ist {\displaystyle U<G} so bezeichnet {\displaystyle [G:U]} die Anzahl (Kardinalität) der Nebenklassen der Untergruppe {\displaystyle U} in {\displaystyle G}. Ist {\displaystyle N\triangleleft G}, so bezeichnet {\displaystyle G/N} die Faktorgruppe von G nach dem Normalteiler N.

## Definitionen
Eine Reihe, Kette oder ein Turm von Untergruppen einer Gruppe G ist eine durch die Untergruppenrelation < linear geordnete Teilmenge des Untergruppenverbands. Diese Definition spezialisiert also nur den im Artikel Ordnungsrelation erklärten Begriff einer Kette auf die Untergruppenrelation.
In der Literatur wird bei der Definition dieser Reihe gelegentlich eine Nummerierung der Elemente mit eingeführt, dann lässt sich eine endliche Kette schreiben als
{\displaystyle 1<\cdots <G_{1}<G_{2}<\cdots <G_{n}<\cdots <G}.
Bei dieser Schreibweise muss die Verschiedenheit {\displaystyle G_{k}\neq G_{k+1}} ausdrücklich gefordert werden und absteigende Ketten
{\displaystyle G>\cdots >G_{1}>G_{2}>\cdots >G_{n}>\cdots >1}
erfordern eine gesonderte Definition. (In beiden Fällen gehören nur die nummerierten Teilmengen zur betrachteten Kette). Wenn nicht ausdrücklich anderes gesagt wird, sind bei den im Folgenden beschriebenen Reihen Vorgänger und Nachfolger auch mit Nummerierung stets verschiedene Untergruppen.

### Absteigende Reihen: auflösbare, Subnormal-, Normal- und Kompositionsreihe
Eine endliche (absteigende) Kette von Untergruppen
{\displaystyle G=G_{0}>G_{1}>\cdots >G_{n}=\{1\}} heißt Subnormalreihe, wenn jede echte Untergruppe der Kette ein Normalteiler ihres Vorgängers ist, wenn also für {\displaystyle 1\leq k\leq n} stets {\displaystyle G_{k}\triangleleft G_{k-1}} gilt. Die Faktoren dieser Reihe sind die Faktorgruppen {\displaystyle G_{k-1}/G_{k}}. Ist jede der Untergruppen sogar ein Normalteiler von {\displaystyle G}, dann heißt die Kette Normalreihe. Glieder einer Subnormalreihe zählen – in Verallgemeinerung des Begriffs Normalteiler – zu den Subnormalteilern.
In der Literatur wird der Begriff „Normalreihe“ auch gelegentlich für die hier „Subnormalreihe“ genannte Kette verwendet. Die hier verwendete Sprachregelung richtet sich nach Hungerford (1981).
Eine Ein-Schritt-Verfeinerung einer Subnormalreihe {\displaystyle G=G_{0}>G_{1}>\cdots >G_{n}} ist jede Subnormalreihe, die aus dieser Kette durch Einfügen einer zusätzlichen Untergruppe (in oder am Ende der Kette) entsteht. Eine Verfeinerung ist eine Subnormalreihe, die durch endlich viele Ein-Schritt-Verfeinerungen entsteht. Man beachte, dass in diesem Zusammenhang Verfeinerungen immer echt sind (die Kette wird länger) und die Kette dabei immer endlich bleibt.

Eine Subnormalreihe, die von G bis 1 absteigt, heißt Kompositionsreihe, falls jeder ihrer Faktoren {\displaystyle G_{k-1}/G_{k}} eine einfache Gruppe ist, sie heißt auflösbare Reihe, wenn jeder ihrer Faktoren eine kommutative Gruppe ist.
Zwei Subnormalreihen S und T heißen äquivalent, wenn es eine Bijektion zwischen den Faktoren von S und T gibt, so dass die einander zugeordneten Faktoren isomorphe Gruppen sind.

### Reihe der abgeleiteten Gruppen
Eine spezielle absteigende Kette von Untergruppen erhält man durch fortgesetzte Bildung der Kommutatorgruppe. Die Kommutatorgruppe {\displaystyle K(G)} einer Gruppe {\displaystyle G} ist die kleinste Untergruppe, die alle Kommutatoren aus {\displaystyle G} enthält, also das Erzeugnis
{\displaystyle K(G)=\langle \{ghg^{-1}h^{-1}\mid g,h\in G\}\rangle }.
Die Kommutatorgruppe wird auch als erste abgeleitete Gruppe {\displaystyle G^{(1)}} bezeichnet. Setzt man die Kommutatorbildung fort, so hat man die Rekursionsvorschrift {\displaystyle G^{(k+1)}=K(G^{(k)})}. Die Gruppe {\displaystyle G^{(k)}} heißt dann die {\displaystyle k}-te abgeleitete Gruppe von {\displaystyle G}.
Die abgeleiteten Gruppen bilden eine absteigende Kette von Untergruppen
{\displaystyle G=G^{(0)}>G^{(1)}>\cdots },
die nach endlich vielen Schritten konstant werden kann, bei kommutativen Gruppen ist dies mit {\displaystyle G^{(1)}=1} bereits nach einem Schritt der Fall. Da die abgeleiteten Gruppen charakteristische Untergruppen in {\displaystyle G} sind, stellt diese Reihe eine Subnormalreihe (sogar eine Normalreihe) dar, die abgeleiteten Gruppen sind sogar vollinvariant. Die Faktoren der Reihe sind nach Konstruktion der Kommutatorgruppe kommutative Gruppen. Diese Normalreihe ist also genau dann auflösbar, wenn sie bis 1 absteigt. (Sie ist natürlich im Allgemeinen keine Kompositionsreihe, da ihre Faktoren nicht einfach sein müssen.)
Eine Gruppe {\displaystyle G} heißt auflösbar, wenn ihre Reihe abgeleiteter Gruppen bis 1 absteigt, wenn also eine natürliche Zahl {\displaystyle n} existiert, so dass {\displaystyle G^{(n)}=1} gilt. Ausführliche Erläuterungen zu diesen Gruppen sind im Artikel „Auflösbare Gruppe“  zu finden.

### Aufsteigende Zentralreihe
Sei {\displaystyle G} eine Gruppe, dann ist das Zentrum {\displaystyle C_{1}(G)=C(G)} der Gruppe ein Normalteiler von {\displaystyle G}. Das Urbild des Zentrums {\displaystyle C(G/C(G))} unter der kanonischen Projektion {\displaystyle G\rightarrow G/C(G)} wird als {\displaystyle C_{2}(G)} notiert. Setzt man dies weiter fort, so kommt man zu einer aufsteigenden Reihe von Untergruppen
{\displaystyle 1=C_{0}(G)<C_{1}(G)<C_{2}(G)<\dotsb }
der aufsteigenden Zentralreihe von {\displaystyle G}. Diese kann nach endlich vielen Schritten konstant sein, für kommutative Gruppen ist das nach einem Schritt, für Gruppen mit Zentrum 1, so zum Beispiel einfache nicht-kommutative Gruppen, bereits nach Schritt 0 der Fall. Eine Gruppe, deren Zentralreihe nach endlich vielen Schritten bis zur Gruppe selbst aufsteigt, für die also eine Zahl {\displaystyle n} existiert, mit der {\displaystyle C_{n}(G)=G} gilt, heißt nilpotent. Diese Gruppen werden im Artikel „Nilpotente Gruppe“ näher beschrieben. Sie sind stets auflösbar, da ihre Zentralreihe eine auflösbare Normalreihe ist.

## Sätze und Eigenschaften für absteigende Ketten
1. Jede endliche Gruppe besitzt eine Kompositionsreihe.
2. Jede Verfeinerung einer auflösbaren Reihe ist auflösbar.
3. Eine Subnormalreihe ist genau dann eine Kompositionsreihe, wenn sie keine (echten) Verfeinerungen zulässt.
4. Eine Gruppe ist genau dann auflösbar, wenn sie eine auflösbare Reihe hat.
5. Eine endliche Gruppe ist genau dann auflösbar, wenn sie eine Kompositionsreihe hat, deren Faktoren zyklische Gruppen mit Primzahlordnung sind.
6. Eine Kompositionsreihe lässt keine (echte) Verfeinerung zu.

### Lemma von Zassenhaus (auch: Butterfly Lemma oder Schmetterlingslemma)
Lemma von Zassenhaus (benannt nach Hans Zassenhaus):
Seien {\displaystyle A^{\ast },A,B^{\ast },B} Untergruppen einer Gruppe G und es gelte {\displaystyle A^{\ast }\triangleleft A;\,B^{\ast }\triangleleft B}. Dann gilt:
1. {\displaystyle A^{\ast }\cdot (A\cap B^{\ast })\;\triangleleft \;A^{\ast }\cdot (A\cap B)},
2. {\displaystyle B^{\ast }\cdot (A^{\ast }\cap B)\;\triangleleft \;B^{\ast }\cdot (A\cap B)},
3. {\displaystyle \left(A^{\ast }\cdot (A\cap B)\right)/\left(A^{\ast }\cdot (A\cap B^{\ast })\right)\;\cong \;\left(B^{\ast }\cdot (A\cap B)\right)/\left(B^{\ast }\cdot (A^{\ast }\cap B)\right)}.

Dieses Lemma kann verwendet werden, um Subnormalreihen oder Normalreihen zu verfeinern. Es ist als technisches Lemma in den Beweisen der nachfolgenden Sätze von Bedeutung.

### Satz von Schreier
Satz von Schreier (benannt nach Otto Schreier): Zwei Subnormalreihen (bzw. Normalreihen) einer Gruppe G sind entweder äquivalent oder lassen sich durch Verfeinerung (einer oder beider Reihen) zu äquivalenten Subnormalreihen (bzw. Normalreihen) verlängern.
Bemerkung
- Der Satz besagt zugleich, dass zwei Subnormalreihen bzw. Normalreihen einer Gruppe, die sich nicht verfeinern lassen (also maximale Ketten mit der jeweiligen Zusatzeigenschaft sind), stets äquivalent sein müssen.

### Satz von Jordan-Hölder
Satz von Jordan-Hölder (benannt nach Camille Jordan und Otto Hölder): Zwei beliebige Kompositionsreihen einer Gruppe G sind äquivalent. Daher bestimmt jede Gruppe, die eine Kompositionsreihe besitzt, eine eindeutige Liste von einfachen Gruppen (mit einer eindeutigen Vielfachheit für jede einfache Gruppe).
Bemerkungen
1. Der Satz behauptet nicht, dass für eine gegebene Gruppe eine Kompositionsreihe existiert.
2. Die im Satz genannte Liste einfacher Gruppen ist die Liste der Faktoren in einer beliebigen Kompositionsreihe. Während in der Kompositionsreihe eine Untergruppe nach der hier verwendeten Definition nur einmal auftreten kann, können zwei verschiedene Faktoren durchaus isomorph sein. Die Liste bestimmt die (stets endliche) Vielfachheit, mit der eine gewisse einfache Gruppe in der Liste vorkommt. Die Reihenfolge der (Isomorphietypen von) Faktoren in unterschiedlichen Kompositionsreihen ist dagegen weder eindeutig noch frei. Es gibt also im allgemeinen Kompositionsreihen mit unterschiedlicher Reihenfolge der einfachen Faktoren, aber andererseits existiert nicht zu jeder beliebigen Anordnung der (Isomorphietypen von) einfachen Faktoren aus der Liste eine Kompositionsreihe, in der sie in dieser Reihenfolge auftreten.